# Metaxia carinapex
Metaxia carinapex is een slakkensoort uit de familie van de Triphoridae. De wetenschappelijke naam van de soort is voor het eerst geldig gepubliceerd in 1998 door van der Linden.